# Obersturmführer

Obersturmführer (abréviation Ostuf.)  était un grade paramilitaire du parti nazi, utilisé dans plusieurs organisations, telles que la SA, la SS, la NSKK et le NSFK. 
Le grade d’Obersturmführer fut créé en 1932, résultant du grossissement des troupes de la SA, rendant nécessaire la création d'un grade supplémentaire dans le corps des officiers. Obersturmführer est également devenu un grade au sein de la SS à la même époque.

## Fonctions
- Un Obersturmführer de la SA était en général le commandant d'une compagnie de cinquante à cent soldats.
- Chez les SS, selon sa branche d’appartenance, l’Obersturmführer pouvait exercer les fonctions d'officier de police, notamment de la Gestapo, surveillant dans les camps de concentration, ou commandant de peloton à la Waffen-SS, entre autres.

## Insignes de grade

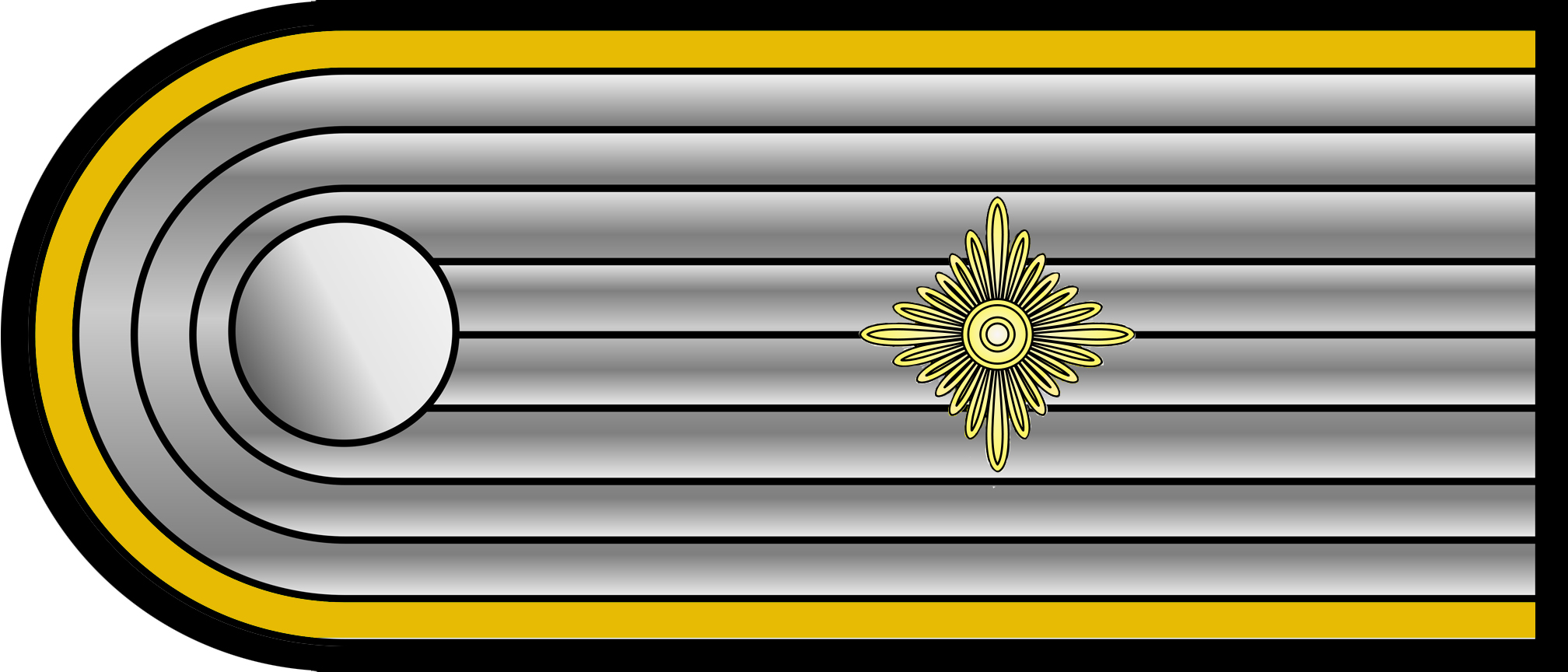
Patte d'épaule droite
Pattes de collets
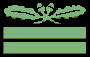
Camouflage

## Équivalents
- Wehrmacht : Oberleutnant
- Armée française : lieutenant
- Sigle : Ostuf

## Liste d’Obersturmführer
- Walter Hauck (1918-2006), responsable du massacre d'Ascq, devient ensuite Hauptsturmführer ; condamné à perpétuité après guerre, il bénéficie d'une remise de peine et est libéré dans les années 1950.
- Josef Oberhauser (1915-1979), a pris part à l’Aktion T4 et à l’Aktion Reinhard, seul individu condamné pour crimes de guerre commis dans le camp d'extermination de Belzec, mais amnistié et libéré en 1956 après huit ans de prison.
- Heinz Barth (1920-2007), parfois surnommé l'« assassin d'Oradour-sur-Glane », membre de la 2e division SS « Das Reich », commandait une section faisant partie de la compagnie qui a commis le massacre d'Oradour-sur-Glane.
- Otto Günsche (1917-2003), garde du corps de Hitler, devient Obersturmführer en 1943, aurait été chargé de brûler les corps de Hitler et son épouse Eva Braun ; il est Sturmbannführer à la fin de la guerre.
- Fritz Darges (1913-2009), adjudant personnel d'Adolf Hitler.
- Hermann Fobke (1899-1943), participant au Putsch de la Brasserie et responsable politique dans les premières années du nazisme.